# Lijst van voormalige spoorwegstations in Nederland

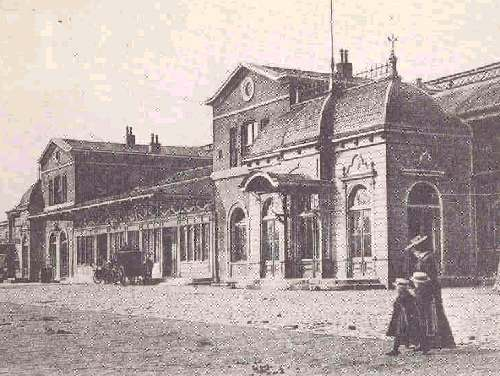
Station Amsterdam Weesperpoort in 1920

Nederland telt 786 voormalige spoorwegstations. Deze lijst geeft een volledig overzicht van alle voormalige stations.

## Chronologie
Op 4 oktober 1842 werd voor de eerste keer een station gesloten. Het (tijdelijke) Station d'Eenhonderd Roe sloot nadat de spoorlijn Amsterdam - Haarlem was doorgetrokken richting de Amsterdamse binnenstad. Na een enorme expansie en bloeiperiode van het spoorvervoer tussen 1850 en 1920 verdwenen door toenemende concurrentie van het autobusvervoer vanaf de jaren 1920 veel kleinere haltes en stopplaatsen. De crisis van de jaren 1930 zorgde voor bezuinigingen en voor grootschalige sluitingen van spoorlijnen inclusief de aan die lijnen gelegen stations en haltes. Na een tijdelijke opleving van het spoorvervoer en het aantal stations door brandstofschaarste in de Tweede Wereldoorlog, zette de krimp zich na de oorlog voort: tot begin jaren 1950 verdwenen wederom op grote schaal stations. Sindsdien komen sluitingen van stations alleen incidenteel nog voor: aan alle nu nog in gebruik zijnde spoorlijnen zijn sinds 1954 slechts negen reguliere treinstations gesloten, waarvan een (Amsterdam De Vlugtlaan) nog als metrostation in gebruik is. Verder zijn in deze periode elf stations gesloten door het opheffen van de treindienst op het betreffende baanvak.

### Gesloten stations sinds 1970
Als tegenhanger van de Lijst van nieuwe spoorwegstations in Nederland een overzicht van de gesloten stations sinds de invoering van Spoorslag '70 in 1970. Alleen definitieve (dus geen tijdelijke) sluitingen van in de reguliere dienstregeling opgenomen stations zijn vermeld. Bedrijfs- en evenementenhaltes en verplaatste stations, al dan niet voorzien van een nieuwe naam, zijn niet opgenomen. Tussen 1954 en 1970 sloten de stations Berkel (30 mei 1965) en Zwolle Veerallee (1 juni 1969).
| Sluitingsdatum    | Station                    | Reden sluiting                                                                                |
| ----------------- | -------------------------- | --------------------------------------------------------------------------------------------- |
| 28 mei 1972       | Maarsbergen                | Ruimtegebrek in dienstregeling door heropening Bunnik                                         |
| 1 juni 1975       | Bergentheim                | Inkorten treindienst Almelo - Hardenberg tot Mariënberg                                       |
| 27 mei 1982       | Hembrug                    | Lage reizigersaantallen en aanstaande omlegging spoorlijn via Hemtunnel                       |
| 25 september 1983 | Westerveld                 | Opheffing treindienst Santpoort Noord - IJmuiden                                              |
| 25 september 1983 | Velsen Zeeweg              | Opheffing treindienst Santpoort Noord - IJmuiden                                              |
| 25 september 1983 | Velsen-IJmuiden Oost       | Opheffing treindienst Santpoort Noord - IJmuiden                                              |
| 25 september 1983 | IJmuiden Casembrootstraat  | Opheffing treindienst Santpoort Noord - IJmuiden                                              |
| 25 september 1983 | IJmuiden Julianakade       | Opheffing treindienst Santpoort Noord - IJmuiden                                              |
| 25 september 1983 | IJmuiden                   | Opheffing treindienst Santpoort Noord - IJmuiden                                              |
| 1 juni 1985       | Doetinchem West            | Vervangen door Doetinchem De Huet                                                             |
| 31 mei 1987       | Hulshorst                  | Ruimtegebrek in dienstregeling door opening Amersfoort Schothorst                             |
| 29 mei 1988       | Kerkrade West              | Opheffing treindienst Valkenburg - Simpelveld - Heerlen                                       |
| 29 mei 1988       | Wijlre-Gulpen              | Opheffing treindienst Valkenburg - Simpelveld - Heerlen                                       |
| 2 juni 1991       | Visvliet                   | Ruimtegebrek in dienstregeling door opening Leeuwarden Camminghaburen                         |
| 31 mei 1992       | Simpelveld                 | Opheffing sneltreindienst Maastricht - Aken                                                   |
| 24 mei 1998       | Soestduinen                | Lage reizigersaantallen                                                                       |
| 28 mei 2000       | Amsterdam De Vlugtlaan     | Ruimte creëren voor Hemboog                                                                   |
| 2 juni 2006       | Rotterdam Bergweg          | Vooruitlopen op sluiting Hofpleinlijnviaduct na opening Statenwegtracé                        |
| 17 augustus 2010  | Rotterdam Hofplein         | Sluiting Hofpleinlijnviaduct na opening Statenwegtracé                                        |
| 3 april 2011      | Emmen Bargeres             | Vervangen door Emmen Zuid                                                                     |
| 29 april 2016     | Geerdijk                   | Ruimtegebrek in dienstregeling door verlenging treindienst Almelo - Mariënberg tot Hardenberg |
| 31 augustus 2018  | Leeuwarden Achter de Hoven | Lage reizigersaantallen                                                                       |
| 9 december 2018   | Heerlen De Kissel          | Inpassingsproblemen dienstregeling                                                            |
| 12 december 2020  | Sappemeer Oost             | Ruimtegebrek in dienstregeling door inleggen sneltrein Winschoten - Groningen                 |

N.B. Sinds de omvorming van de Hofpleinlijn en de  Zoetermeer Stadslijn tot sneltramlijn in 2006 zijn de stations aan deze lijnen, waaronder tussen 2006 en 2010 Rotterdam Hofplein, geen treinstations meer. In 2017 is ook de Hoekse Lijn omgebouwd tot sneltramlijn.

## Drenthe
- Anderen
- Buinen
- Dalerveen
- Drouwen
- Echten
- Eext
- Exloo
- Gasselte
- Gasselternijveen
- Gieten
- Hooghalen
- Koekange

- Nijeveen
- Oranjekanaal
- Oudemolen
- Rolde
- Ruinerwold
- Tweede Dwarsdiep
- Valthe
- Vries-Zuidlaren
- Weerdinge
- Wijster
- Zandberg
- Zuidbarge

Zie ook:
- Noordoosterlocaalspoorweg-Maatschappij

## Friesland
- Anjum
- Sint Annaparochie
- Beers
- Blija
- Bozum
- Britsum
- Cornjum
- Dokkum-Aalsum
- Dongjum
- Ferwerd
- Finkum
- Franeker Halte
- Hallum
- Hantum
- Hijum
- Holwerd
- Idaard-Roordahuizum
- Sint Jacobiparochie
- Jellum-Boxum
- Jelsum
- Jorwerd
- Koetille
- Koudeweg
- Langhuisterweg
- Leeuwarden Halte
- Leeuwarden Achter de Hoven

- Marrum-Westernijkerk
- Metslawier
- Midlum-Herbaijum
- Minnertsga
- Morra-Lioessens
- Oosterbierum
- Ouddeel
- Oudega
- Oudeschoot
- Peperga
- Scharnegoutum
- Sexbierum-Pietersbierum
- Stiens
- Stobbegat
- Ternaard
- Tietjerk
- Tzummarum
- Veenklooster-Twijzel
- Vrouwbuurtstermolen
- Vrouwenparochie
- Warns
- Wieuwerd
- Wildpad
- Wirdum
- Wijnaldum

Zie ook:
- Noord-Friesche Locaalspoorweg-Maatschappij

## Gelderland
- Appel
- Arnhemschestraat
- Assel
- Babberich
- Barneveld Kruispunt
- Barneveld-Voorthuizen
- Beekbergen
- Beltrum-Zieuwent
- Berghuizen
- Borculo
- Bijsteren
- Brandenborch
- Bredevoort
- Buunderkamp
- Café Unie
 (ook: Velper Gasfabriek)
- Diepesteeg
- Diermen
- Dinxperlo
- Doesburgerbuurt
- Doetinchem West
(ook: Doetinchem Wijnbergen)
- Driedorp
- Duistervoorde
- Dusschoten
- Echteld
- Ede Gemeentehuis
- Eefde
- Eerbeek
- Eibergen
- Ellecom
- Elten
- Emst
- Epe
- Epse
- Fort Westervoort
- Gaanderen-Oosselt
- Gelselaar
- Gorssel
- Groenlo
- Groesbeek
- Groessen
- Haarlo
- Hattem
- Hattemerbroek
- Hebink
- Hedel
- Heerde
- 't Heilig Land
- De Heurne
- Hoevelaken (niet te verwarren met het in 2012 geopende station)
- Holleweg
- Holthuizerstraat
- Hooge Steeg
- Horst-Tonsel
- Hotel Den Engel
- Hotel Naeff
- Hoven
- Hulshorst
- Hungerink-Mettray
- Hupsel
- Immenbergweg
- Kisveld
- Klein Avegoor
- Kootwijk

- Laag-Soeren
- Laarstraat
- Laren-Almen
- Lent Thermion
- Leuvenheim
- Lintelo
- Loenen
- Het Loo
- Meulunteren
- Miste
- Neede
- Nieuw Groeneveld
- Nieuwstad
- Noordijk
- Oosterbeek Laag
- Oostzijde Brug
- Plattenburg
- Reet
- Ressen-Bemmel
- Rhenoy
- Rietmolen
- Rijnbrug
- Schaapsteeg
- Silvolde
- Sinderen
- Slangenburg-IJzevoorde
 (ook:Grintweg Deutichem-Varsseveld)
- Slichtenhorst
- Snippeling
- Spankeren
- De Steeg
- Stillewald
- Stompekamp
- Stroe
- Terschuur
- Teuge
- Tricht
- Twello
- Utrechtsche Straatweg
- Vaassen
- Valburg
- Villa Hofstetten
- Volenbeek
- Voorstonden
- Voorthuizen
- Vork
- Het Vosje
- Wadenoijen
- Wapenveld
- Warken
- Weg naar Voorst
- Wenum
- Westervoort
- De Wetering
- Wilsummerveer
- Winterswijk GOLS
- Wolfersveen
- Wordt-Rheden
- Zalk
- De Zande
- Zelhem
- Zevenaar GOLS
- Zuiderzeestraatweg
- Zwanenspreng

Zie ook:
- Geldersch-Overijsselsche Lokaalspoorweg-Maatschappij

## Groningen
- Adorp
- Ter Apel
- Ter Apel-Rijksgrens
- Ter Apelkanaal-Vetstukkemond
- Bareveld
- Bieleveldslaan
- Breweelsterweg
- Dingeweg
- Eenrum
- Eenum
- Eerste Exloërmond
- Engelbert
- Farmsum
- Froombosch
- 's Gravenschans
- Harkstede-Scharmer
- Heiligerlee
- Hoogkerk-Vierverlaten
- Den Horn
- Kolham
- Kostverloren
- Leek
- Leens
- Leentjerweg
- Meeden-Muntendam
- Meedsterweg
- Middelstum
- Munnikenweg
- Musselkanaal-Valthermond
- Nieuw Buinen
- Nieuw Scheemda-'t Waar

- Nieuwolda
- Noordbroek
- Oosterwijtwerd
- De Punt
- Roodehaan
- Schildwolde-Hellum
- Scholte
- Siddeburen
- Slochteren
- Stadskanaal Hoofdstation
- Stadskanaal Oost
- Stadskanaal Pekelderweg
- Tjamsweer
- Tjugchem-Meedhuizen
- Uitwierde
- Ulrum
- Ulsda
- Veendam
- Visvliet
- Wehe-Den Hoorn
- Weiwerd
- Westerbroek
- Wildervank
- Wolddijk
- Wijgchelsheim
- Zandberg
- Zandelaan
- Zoutkamp
- Zuidbroek Dorp

Zie ook:
- Noordoosterlocaalspoorweg-Maatschappij
- Woldjerspoorweg
- N.V. Gronings-Drentsche Spoorwegmaatschappij Stadskanaal-Ter Apel-Rijksgrens
- Groninger Lokaalspoorwegmaatschappij

## Limburg
- America
- Baexem-Heythuysen
- Belfeld
- Bocholtz
- Buggenum
- Eijgelshoven
- Eijs-Wittem
- Gennep
- Geulle
- Gronsveld
- Grubbenvorst
- Haelen
- Heer
- Heumen
- Heyerhoeven
- Kelpen
- Kerkrade Rolduc (Haanrade)
- Spekholzerheide
- Limmel
- Linne
- Lottum

- Maarland
- Maasbracht
- Maastricht Boschpoort
- Mariënwaard
- Meerlo-Tienray
- Melick-Herkenbosch
- Mook-Middelaar
- Nieuwstadt
- Milsbeek
- Oirlo-Castenraij
- Ophoven (Sittard)
- Oud Valkenburg
- Rolduc Lokaal
- Rothem
- Simpelveld
- Vaeshartelt
- Venlo Oostsingel
- Vlodrop
- Vroenhof (Houthem)
- Wijlre-Gulpen

## Noord-Brabant
- Aalst-Waalre
- Acht
- Alphen
- Baardwijksche Steeg
- Baarle-Nassau
- Baarle-Nassau Grens
- Batadorp
- Beek
- Berghem
- Berkel-Enschot
- Besoijensche Steeg
- Beugen-Rijkevoort
- Borkel en Schaft
- Budel
- Capelle Nieuwevaart
- Capelle-Vrijhoeve
- Dorst
- Drunen-Heusden
- Drunenschedijk
- Eerde
- Elshout
- Esch
- Etten Vosschendaalschestraat
- Geertruidenberg
- Geffen
- Gestel
- Haps
- Heeze-Leende

- Heidijk
- Heihoek
- Helenaveen
- Helvoirt
- Hoeven
- Hooge Zwaluwe
- Kruispunt Beugen (Hoog)
- Kruispunt Beugen (Laag)
- Kruisstraat
- Kuiksche Heide
- Langeweg
- Leur
- Liempde
- Liesbosch
- Linden-Katwijk
- Maarheeze
- Maashees-Smakt
- Made en Drimmelen
- Mill
- Moerdijk AR
- Moerdijk SS
- Nemelaer
- Nieuwkuijk
- Nuenen-Tongelre
- Nuland
- Oeffelt
- Olland

- Orthen
- Philipsdorp Zuid
- Princenhage
- Raamsdonk
- Raamsdonksveer
- Riel
- Rosmalen Sprokkelbosch
- Sambeek
- Schijndel
- Seppe
- Sterkse
- Tongelre
- Uden
- Udenhout
- Valkenswaard
- Veghel
- Vlijmen
- Vortum
- Vrouwkensvaart
- Vught-IJzeren Man
- Vught West
- Waalwijk
- Waspik-'s-Gravenmoer
- Woensdrecht
- Woensel
- Wouw
- Zeeland
- Zevenbergschenhoek

Zie ook:
- Noord-Brabantsch-Duitsche Spoorweg-Maatschappij

## Noord-Holland
- Aalsmeer
- Aalsmeer Oost
- Aalsmeerderweg
- Abbekerk-Lambertschaag
- Amstelveen
- Amsterdam De Vlugtlaan
- Amsterdam Haarlemmermeer
- Amsterdam Koenenkade
- Amsterdam Petroleumhaven
- Amsterdam Weesperpoort
- Amsterdam Westerdok
- Amsterdam Willemspoort
- Amsterdam Zaanstraat
- Amsterdamseweg
- Avenhorn
- Beijnes
- Bennebroekerweg
- Benningbroek-Sijbekarspel
- Blokker
- Bobeldijk-Berkhout
- Bovenkerk
- Breezand
- Broek op Langendijk
- Broekerhaven
- Diemerbrug
- Driehuis-Westerveld
- d'Eenhonderd Roe
- Grintweg (Bussum-Hilversum)
- Grootebroek Molenpad
- Haarlem Bolwerk
- Den Ham
- Heerenstraat
- Hembrug
- Hoofddorp aan de Haarlemmermeerspoorlijnen

- Kalfjeslaan
- Kanaaldijk
- Karselaan
- Kattenburgerbrug
- Kerkweg
- Keverdijksche Weg
- Kleverlaan
- Koegras
- Kraailooschenweg
- Kruidbergerweg
- Kwadijk-Edam
- De Kwakel
- Lageweg
- Legmeerpolder
- Leidsche Straat
- Leimuiden
- Lijnbaan
- Lutjebroek
- Mannepad
- Medemblik
- Middelie
- Middelweg
- Midwoud-Oostwoud
- Nieuweweg
- Nieuw Vennep aan de Haarlemmermeerspoorlijnen
- Noord Scharwoude
- Noorder IJdijk
- Oosterdok
- Oosthuizen
- Oostpolder
- Oostzaan
- Opmeer-Spanbroek
- Opperdoes
- Opperdoes Oosteinde
- Oudesluis

- Overweg langs de Diemen
- St. Pancras
- Rijksstraatweg
- Schagerbrug
- Schagerwaard
- Schardam
- Schellinkhout
- Schinkeldijk
- Sint Anthoniedijk
- Sloterdijk Zuid (ook: Sloterdijk)
- Sloterweg Noord
- Sloterweg Zuid
- Spaarndammerdijk-Houthaven
- Spierdijk
- Twisk
- Uithoorn
- Velsen Hoogovens
- Velsen-IJmuiden Oost
- Velsen Zeeweg
- Venhuizen
- Venneperweg
- Vijfhuizen
- Vogelenzang-Bennebroek
- 't Weijver
- Westerblokker
- Westwoud
- IJmuiden
- IJmuiden Casembrootstraat
- IJmuiden Julianakade
- IJweg
- Zwarte Weg

## Overijssel
- Aadorp
- Baalder-Radewijk
- Bannink
- Bathmen
- Beerze
- Beltenweg
- Bergentheim
- Berkum
- Boekelo
- De Boerhaar
- Boksbergerweg
- Bovendorp
- Broekheurne
- Brucht
- Colmschate
- Colmschate Stopplaats
- Crisman
- Dalmsholte
- Dedemsvaart
- Deventer IJsselbrug West
- Diepenheim
- Diepenveen Oost
- Diepenveen West
- Dijkerhoek
- Duurschestraat
- Eikelhof
- Elsenerbroek
- Enschede-Noord
- Enschede-Zuid

- Enter
- Esmark
- Geerdijk
- Goor West
- Haaksbergen
- De Haandrik
- Haarle
- Hellendoorn
- Hengelo GOLS
- Hengelose Bad- en Zweminrichting
- Hengeloschestraat
- Herculo
- Herfte Veldhoek
- Herxen
- Hiethaar
- Hoek
- Hoenlo
- IJsselbrug
- Ittersum
- Junne
- Kampen Zuid
- Laag Zuthem
- Langkamp
- Lemelerveld
- Lonneker
- Markelo
- Marshoek-Emmen
- Mastenbroek

- Nijverdal West
- Nijverdal Zuid
- Notter
- Oldenzaal EO
- Oldenzaalschestraat
- De Platvoet
- Pleegste
- Posthoorn
- Puinweg
- Rande
- Rechteren
- Roomweg
- Staphorst
- Sterkamp
- Tuindorp-Nijverheid
- Twekkelo
- Usselo
- Vilsteren
- De Waarbeek
- Wesepe
- Westerhoeve
- Wiene
- Wijnvoorden
- Willemsoord
- Windesheim
- Zenderen
- Zoutindustrie-Bad Boekelo
- Zuna
- Zwolle Veerallee

Zie ook:
- Geldersch-Overijsselsche Lokaalspoorweg-Maatschappij

## Utrecht
- Amersfoort Koppel
- Amersfoort NCS
- Amersfoort Staat
- Amersfoort Vlasakkers
- Amsterdamsche Straatweg
- Baarn Buurtstation
- Blauwkapel
- Bloemendaalsche Weg
- Bosch en Duin
- Driebergen-Austerlitz
- Groenekan Oost (Groenekanschedijk)
- Groenekan West (Groenekanschedijk)
- Groote Melmweg
- De Haar
- Harmelen
- Heuvelsche Steeg (ook wel: Amerongen)
- De Hoef

- Hooglanderveen
- Houten
- Houtenschepad
- Houten Castellum
- Huis ter Heide
- Jeremiebrug
- Leusden
- Liendert
- Maarsbergen
- Maartensdijk
- Meerveldscheweg
- Mereveldscheweg
- Middenweg
- Nieuwe Wetering
- Nieuwersluis-Loenen
- Mijdrecht
- Oukooperdijk

- De Paltz
- Schalkwijk
- Soestduinen
- Utrecht Biltstraat
- Utrecht Buurtstation
- Utrecht Maliebaan
- Utrecht SS
- Vechtbrug
- Vechten
- Vinkeveen
- Vreeland
- Waardenburg
- Wilnis
- Woudenberg-Scherpenzeel
- Zeist

Zie ook:
- Haarlemmermeerspoorlijnen
- Nederlandsche Centraal-Spoorweg-Maatschappij

## Zeeland
- St. Anthoniepolder
- Axel
- Baarland
- Biggekerke
- Bijsterweg
- Borssele
- Borssele Steiger
- Borsselsche Dijk
- Bosscheweg
- Driewegen-Ovezande
- Ellewoutsdijk
- 's-Gravenpolder-'s-Heer Abtskerke

- 's Heer Abtskerke
- 's-Heer Arendskerke
- 's Heer Hendrikskinderen
- 's Heerenhoek
- Heerenpolder
- Heinkenszand
- Hoedekenskerke
- Hulst
- IJzendijke
- Kijkuit
- Nieuwdorp

- Nieuwe Kraaijertpolder
- Noord Kraaijert
- Oost Souburg
- Oostdijk
- Philippine
- Sas van Gent
- Sluiskil
- Sluiskil Brug
- Terneuzen
- Vlake
- Vlissingen Stad

## Zuid-Holland
- Ter Aar
- Aarlanderveen
- Adrianalaan
- Berkel en Rodenrijs
- Bleiswijk-Kruisweg
- Capelle aan den IJssel
- Doodweg
- Dubbeldam
- Fransche Brug
- Giessen-Nieuwkerk
- Gouwsluis
- Den Haag SS
- De Haak
- 't Haantje
- Hardinxveld-Giessendam
- Hazerswoude-Koudekerk
- Hekendorp
- Hillegommerbeek
- Hilligersberg
- Hoek van Holland Haven
- Hoek van Holland Strand
- Kleiweg
- Kralingsche Veer
- Leiden Heerensingel
- Leiden Witte Poort
- Leidsche Straatweg
- Leidschendam-Voorburg
- Leimuiden
- Lisse
- Mallegat
- Maassluis
- Maassluis West
- Meerzicht
- Moordrecht
- Nieuwerkerk

- Nieuwkoop
- Nieuwlandsche Polder
- Nieuwveen
- Nootdorp Noord
- Nootdorp Oost
- Noordwijkerhout
- Oude Station
- Oude Wetering
- Ouderkerk
- Pijnacker
- Poortershaven
- Postbrug
- Renbaan-Achterweg
- Roelofarendsveen
- Rijpwetering
- Rijswijk-Wateringen
- Rotterdam Bergweg
- Rotterdam Beurs
- Rotterdam Boerengat
- Rotterdam Delftse Poort
- Rotterdam Feijenoord
- Rotterdam Hofplein
- Rotterdam Hoofdweg
- Rotterdam Kleiweg
- Rotterdam Maas
- Rotterdam Wilgenplas
- Schelluinen
- Scheveningen
- Schiebroek
- Schiedam Nieuwland
- Schiedamse Dijk
- Schoolpoort
- Singelpoort
- Sliedrecht Baanhoek
- Sliedrecht Gasfabriek
- Statistiek

- Terbregseweg
- De Top
- Veenenburg
- Veenweg
- 't Visschertje
- Vlaardingen Centrum
- Vlaardingen Oost
- Vlaardingen West
- Voorburg 't Loo
- Vijfhuizen
- Waalsdorperweg
- Waarder
- Warmond
- Wassenaar
- Willemsdorp
- Wittebrug Pompstation
- IJsselmonde
- Zevenhoven
- Zevenhuizen-Moerkapelle
- Zoetermeer Buytenwegh
- Zoetermeer Centrum West
- Zoetermeer Delftsewallen
- Zoetermeer Dorp
- Zoetermeer Driemanspolder
- Zoetermeer Leidsewallen
- Zoetermeer De Leyens
- Zoetermeer Meerzicht
- Zoetermeer Palenstein
- Zoetermeer Seghwaert
- Zoetermeer Stadhuis
- Zoetermeer Voorweg
- Zoetermeer-Zegwaard ook: 
 Soetermeer-Zegwaard
- Zoeterwoude
- Zuidgouwekade
- Zuidplaspolder
- Zwammerdam